# Eupithecia jinboi
Eupithecia jinboi là một loài bướm đêm trong họ Geometridae.